# Обергамбах
Обергамбах (нім. Oberhambach) — громада в Німеччині, розташована в землі Рейнланд-Пфальц. Входить до складу району Біркенфельд. Складова частина об'єднання громад Біркенфельд.
Площа — 5,11 км2. Населення становить 252 ос. (станом на 31 грудня 2020).

## Галерея

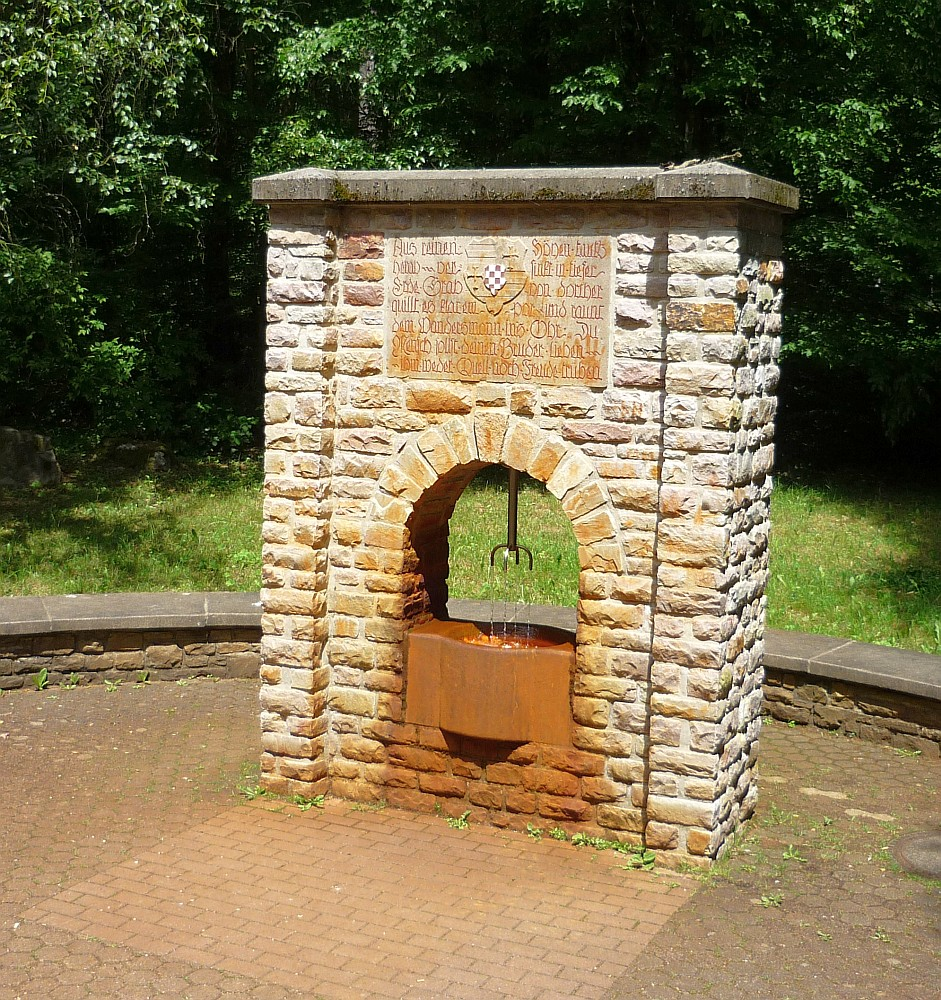